# 蔡楚川
蔡楚川（1983年12月5日—），中国足球运动员。

## 职业生涯
蔡楚川在小学毕业后进入武汉体校进行足球基础训练，后被乙级联赛球队武汉雅琪相中而成为一名职业球员。2000年随队前往保加利亚留学一年。
2004年，蔡楚川被租借到中甲球队浙江绿城並于2006年完成正式转会，2007年随浙江队夺得中甲亚军升上中超，在中甲的两个赛季里，蔡楚川一直在主力和替补之间徘徊。
2008年蔡楚川在4场中超联赛连进5球一举成名，中央电视台《足球之夜》更为他做了一个人物专题，自此“绿城卡卡”的名字开始到处传扬。
2010年赛季结束后，杭州绿城选择让蔡楚川离开，蔡楚川只能到处寻找球队试训但最终因伤未能成功签约，整个2011年赛季蔡楚川无球可踢。
2012年，蔡楚川重返杭州绿城。由于风格和状态的问题，最终主教练冈田武史还是没有让蔡楚川上场比赛，7月他被租借到中乙球队陕西大秦。
2012年12月22日，天津松江俱乐部官方宣布，蔡楚川正式加盟天津松江。
2014年二次球员转会期间，蔡楚川从天津松江租借到中乙球队贵州智诚。
2015年，蔡楚川正式加盟中乙球队丽江嘉云昊，翌年协助球队升级中甲。